# Donje Sitno
Donje Sitno település Horvátországban Split-Dalmácia megyében. Közigazgatásilag Splithez tartozik.

## Fekvése
Split központjától légvonalban 12, közúton 15 km-re keletre, a Poljica területén fekszik.

## Története
Sitno a középkorban a Poljicai Köztársaság egyik kantonját képezte. Plébániáját 1495-ben említik először, ami azt jelenti, hogy már a középkorban Poljica középső részének egyik plébániája volt. Gardazoria érsek 1625-ben tett egyházlátogatáskor írja, hogy plébániája a török uralom idején is végig fennállt. Ekkor a sitnói plébániában kétszáz lelket számláltak. A Szent Kelemen-plébániatemplom a mai Sitno Gornjén állt. 1806-ban az osztrákokat legyőző franciák uralma alá került. 1807. június 5-én Stobreč határában zajlott az a csata, melyben a Marmont tábornok vezette francia csapatok véget vetettek a 13. század óta létező Poljicai Köztársaságnak. Ez egyúttal a köztársaság megszűnését jelentette. Napóleon lipcsei veresége után 1813-ban újra az osztrákoké lett. A településnek 1880-ban 242, 1910-ben 369 lakosa volt. 1918-ban az új szerb–horvát–szlovén állam, majd később Jugoszlávia része lett. 1921-ben a régi sitnoi plébániát két részre, Sitno Donjéra és Sitno Gornjéra osztották fel. A sitno donjei plébániához Sitno Donje, Jasenovo, Gajine, Stupe-Dvori és Višak településeket csatolták. Ebben az időben a plébánia 660 lelket számlált. A második világháború után a szocialista Jugoszláviához került. 1991 óta a független Horvátországhoz tartozik. 2011-ben a településnek 313 lakosa volt.

## Lakossága
| Lakosság változása | Lakosság változása | Lakosság változása | Lakosság változása | Lakosság változása | Lakosság változása | Lakosság változása | Lakosság változása | Lakosság változása | Lakosság változása | Lakosság változása | Lakosság változása | Lakosság változása | Lakosság változása | Lakosság változása | Lakosság változása |
| ------------------ | ------------------ | ------------------ | ------------------ | ------------------ | ------------------ | ------------------ | ------------------ | ------------------ | ------------------ | ------------------ | ------------------ | ------------------ | ------------------ | ------------------ | ------------------ |
| 1857               | 1869               | 1880               | 1890               | 1900               | 1910               | 1921               | 1931               | 1948               | 1953               | 1961               | 1971               | 1981               | 1991               | 2001               | 2011               |
| 0                  | 0                  | 242                | 0                  | 324                | 369                | 394                | 519                | 295                | 319                | 316                | 381                | 298                | 300                | 314                | 313                |

(1857-ben, 1869-ben és 1890-ben lakosságát Split városához számították.)

## Nevezetességei
- A Szentháromság tiszteletére szentelt római katolikus plébániatemploma 1904-ben faragott kövekből épült. Egyhajós épület félköríves apszissal. Hosszúsága 18,5, szélessége 7,7 méter. Homlokzatán a bejárat felett három hosszúkás, félköríves ablak, felette egy kis körablak látható. Az oromzaton áll a pengefalú harangtorony tetején kőkereszttel, benne pedig három haranggal. A szentélyben áll a Szentháromságnak szentelt főoltár, míg a mellékoltár Szent Cirill és Metód tiszteletére van felszentelve. A templomot 1986-ban teljesen felújították.
- Keresztelő Szent János szentelt római katolikus temploma a višaki településrészen áll, amelyet a múltban Vitopirnak neveztek. A templom nagyon régi, szabálytalanul faragott kövekből építették. 1711-ben az egyházlátogatás során Cupilli érsek azt írja, hogy évekkel korábban építették. Az épületnek négyszögletes apszisa van, az északi oldalán egy kápolna található, mely egyben sekrestyeként is szolgál. A homlokzat közepén kis körablak, tetején kis harangtorony látható, benne egy haranggal. A templomot kőfallal kerítették köbre. Az épületet 1977-ben részben javították, de ma is nagyon rossz állapotban áll ezért istentiszteletet nem tartanak benne.
- Jasenova nevű településrésze felett áll a Gyógyító boldogasszony kápolna, amelyet a 15. század végén építettek. Az észak–déli tájolású kápolnát Cupilli érsek 1711-ben is említi. Oltára a félköríves apszisban áll rajta Szűz Mária szobrával. A kápolnát 1997-ben teljesen felújították. Ennek során tetejét újra festék, belsejét újravakolták, padozatát újra burkolták és a régi oltár elé új, szembemiséző oltárt építettek. Környezetét is rendezték. A kápolnának két bejárata van, az egyik elöl a homlokzatnál, a másik a hajóban. Sekrestyéje a nyugati oldalon található.